# Paul Brousse

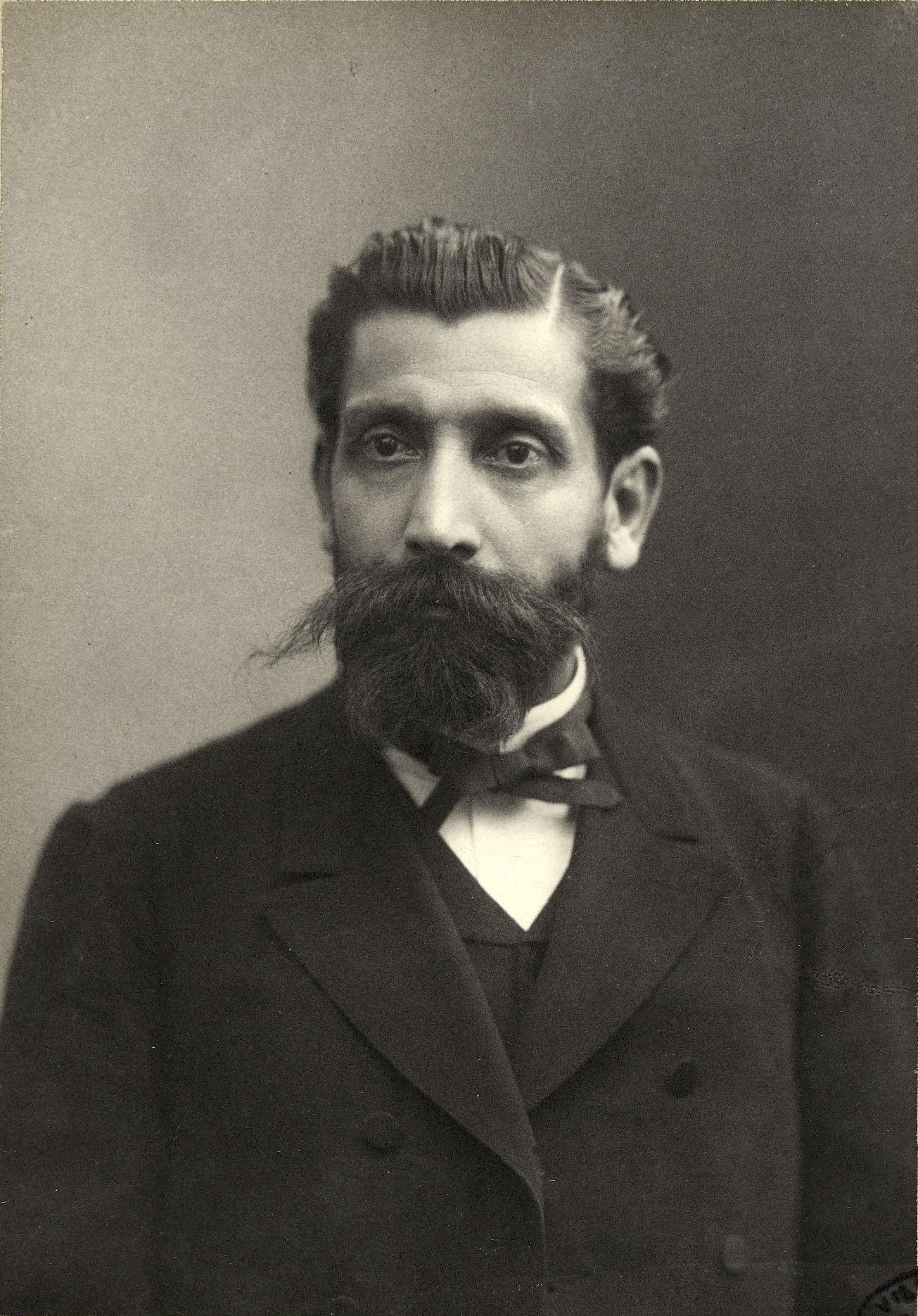
Paul Brousse

Paul Louis Marie Brousse (* 23. Januar 1844 in Montpellier; † 1. April 1912 in Paris) war ein Sozialist und Mediziner. Bekannt ist er vor allem als Führungsfigur der Possibilisten.

## Leben
Paul Brousse schloss sich nach seinem Medizinstudium früh der Internationalen Arbeiterassoziation an. Nach der Niederschlagung der Pariser Kommune und dem Verbot der französischen Sektion ins Schweizer Exil gezwungen, wirkte er dort in der Juraföderation (Fédération Jurassienne) mit. So gab er dort die für Frankreich bestimmte L’Avant-Garde heraus und schrieb gemeinsam mit Peter Kropotkin für das Bulletin de la Fédération jurassienne.
Nach einer Verteidigung der von Giovanni Passannante, Max Hödel und Karl Nobiling begangenen Attentate in L'Avantgarde wurde er am 15. April 1879 zu zwei Monaten Haft verurteilt und aus der Schweiz ausgewiesen. 1880 kehrte er nach Frankreich zurück und schloss sich der Fédération du parti des travailleurs socialistes de France (FPTSF) an, aus der später die guesdistische Parti ouvrier hervorging. Nach zunehmenden Streitigkeiten um deren Minimalprogramm trennte sich die Strömung um Paul Brousse von der Partei und gründete ihre eigene Parti ouvrier socialiste révolutionnaire, später Fédération des travailleurs socialistes de France. Bekannt waren sie unter der Fremdbezeichnung als Possibilisten.
1902 schlossen sich die Possibilisten der die Regierungsbeteiligung befürwortenden Parti socialiste français an und fanden nach der Vereinigung 1905 ihren Platz in der Parti Socialiste (SFIO).
Paul Brousse wurde auf dem Friedhof Père-Lachaise in der Nähe der Mur des Fédérés begraben.